# Carl Mann
Carl Mann (* 22. August 1942 in Huntingdon, Tennessee; † 16. Dezember 2020 in Jackson, Tennessee) war ein US-amerikanischer Sänger und Pianist. Er gehörte zu den letzten Entdeckungen von Sam Phillips, dem Eigentümer der Sun Records.

## Leben

### Karriere

Carl Mann - Mona Lisa

Bereits 1954 gründete Carl Mann seine erste Band. 1957 brachte er für das winzige Jaxon-Label seine erste Single Gonna Rock ’n’ Roll Tonite / Rockin’ Love heraus, von der 350 Stück gepresst wurden. Der Erfolg kam aber erst 1959 mit der Veröffentlichung seiner Rockabilly-Version des Millionensellers Mona Lisa auf der Sun-Schwesterfirma Phillips International. Obwohl die Platte durch eine Version des bereits etablierten Stars Conway Twitty harte Konkurrenz bekam, erreichte sie die Nummer 25 der Billboard Hot 100. Der Nachfolger Pretend, gekoppelt mit einer neu eingespielten Version von Rockin’ Love, kam immerhin noch bis auf Platz 57 der Pop-Charts, weitere Platten stießen nicht mehr in die Charts vor.
Es folgten fünf weitere Singles und eine LP auf Philips International, alle wie sein erster Hit in einem sanften Rockabilly-Sound, den neben Carls Piano und Gesang das auffällige Spiel des Leadgitarristen Eddie Bush prägte. Nach seiner Militärzeit in Deutschland und erfolglosen Aufnahmen für Monument Records beendete Mann, inzwischen Familienvater, zeitweise seine Musikerkarriere und arbeitete in einer Sägemühle. Während dieser Zeit hatte er mit Alkoholproblemen zu kämpfen. 1974 nahm er einige Singles für das Label ABC Records auf.

### Spätere Jahre
Erst das Rockabilly-Revival Ende der 1970er-Jahre brachte ihm noch einmal einigen Erfolg. 1978 machte er Live-Auftritte und Aufnahmen in Holland. Mann tourte für etwa zehn Jahre in Amerika und Europa und wandte sich dann ganz der Kirche zu. Seitdem arbeitete er wieder in der Holzindustrie.
Seine Aufnahmen für Phillips International wurden des Öfteren neu herausgebracht. Mann trat vereinzelt auf großen Rockabilly-Festivals auf. 2008 arbeitete er zusammen mit dem Schlagzeuger W.S. Holland als Hintergrundmusiker für Rayburn Anthonys Album Rockabilly Highway.

## Diskografie

### Singles
- 1957: Gonna Rock And Roll Tonight / Rockin' Love
- 1959: Pretend / Rockin' Love
- 1959: South Of The Border / I'm Comin' Home
- 1959: Mona Lisa / Foolish One
- 1960: Wayward Wind / Born To Be Bad
- 1960: Some Enchanted Evening / I Can't Forget You
- 1961: I Ain't Got No Home / If I Could Change You
- 1962: When I Grow Too Old To Dream / Mountain Dew
- 1966: The Serenade Of The Bella / Down To My Last I Forgive You
- 1974: Burnin' Holes In The Eyes Of Abraham Lincoln / The Ballad Of Johnny Clyde
- 1975: Annie-Over-Time	/ Back Loving
- 1975: Just About Out / Neon Lights
- 1975: Cheatin' Time / It´s Not The Coffee (That's Keeping Me Awake)
- 1976: Belly-rubbin' Country Soul / Twilight Time
- 1978: Till I Waltz Again With You / Paradise
- 1981: When The Leaves Have Turned All Brown / Bull O' The Woods

### Alben
- 1960: Like Mann
- 1978: Gonna Rock 'N' Roll Tonight
- 1981: In Rockabilly Country